# فراوانی (فیلم)
فراوانی (به انگلیسی: Plenty) فیلمی محصول سال ۱۹۸۵ و به کارگردانی فرد شپیسی است. در این فیلم بازیگرانی همچون مریل استریپ، چارلز دنس، تریسی آلمن، جان گیلگد، استینگ، ایان مک‌کلن، سم نیل، بارت کووک و پیک-سن لیم ایفای نقش کرده‌اند.